# Cläre Stinnes
Cläre Stinnes, geborene Wagenknecht (* 26. November 1872 in Montevideo, Uruguay; † 17. Januar 1973 in Mülheim an der Ruhr) war eine deutsche Unternehmerin und die Ehefrau des Ruhrindustriellen Hugo Stinnes.
Cläre Wagenknecht war die Tochter von Edmund Karl Wagenknecht, einem Kaufmann, der sich zeitweise in Montevideo beruflich betätigte, und Clementine, einer Tochter von Hermann Heinrich von Eicken.
Wagenknecht verlobte sich am 10. Juli 1894 mit Hugo Stinnes auf Norderney, die Hochzeit erfolgte am 15. Juni 1895 in Wiesbaden. Aus der Ehe gingen sieben Kinder hervor:
- Edmund (1896–1980)
- Hugo Hermann (1897–1982)
- Clärenore (1901–1990)
- Otto (1903–1983)
- Hilde (1904–1975)
- Ernst (1911–1986)
- Else (1913–1997).

Nach dem Tod ihres Ehemannes im Jahr 1924 wurde Cläre Stinnes Geschäftsführerin der Hugo Stinnes GmbH, des Handelsteils von Hugo Stinnes’ Firmenimperium. Nach dem Zweiten Weltkrieg lebte sie für neun Monate auf dem Gut Nückel. Bis wenige Jahre vor ihrem Tod leitete sie das in Spedition, Reederei, Groß- und Außenhandel sowie Bankwesen tätige Unternehmen.